# Ghadames
Ghadames (arabisch غدامس Ghadāmis, DMG Ġadāmis, Zentralatlas-Tamazight ⵖⴷⴰⵎⵙ Ɣdames oder ⵄⴷⵉⵎⵙ Ɛdimes) ist eine Oasenstadt im westlichen Libyen im Munizip Nalut. Die Stadt besteht aus zwei Teilen – einer historischen Altstadt und einer Neustadt.

## Lage
Ghadames liegt rund 600 km südwestlich von Tripolis im libysch-algerisch-tunesischen Länderdreieck in einer Höhe von etwa 350 Metern ü. d. M. Der Flughafen Ghadames liegt 20 km östlich der Stadt. Die nächstgelegene Stadt (abgesehen von einer weiteren Siedlung etwa 20 km südöstlich) ist Daradsch rund 100 km östlich auf dem Weg nach Nalut.

## Bevölkerung
Die Bevölkerung besteht hauptsächlich aus sieben Berberclans, die zwei Großfamilien zuzurechnen sind, und zählte im Jahr 2010 etwa 12.500 Personen (nach anderen Zählungen nur etwa 7.500). Traditionell residiert hier der Clan der Imanan, die als Könige der nördlichen Tuareg und Abkömmlinge des Propheten Mohammed galten. Jeder Clan bewohnt ein eigenes Stadtviertel.

## Wirtschaft
Jahrtausendelang stand die Oasenwirtschaft mit der Dattelpalme als Leitpflanze im Mittelpunkt des Wirtschaftslebens, das ganz wesentlich auf die Selbstversorgung der Bevölkerung ausgerichtet war. Einziger Exportartikel waren die haltbaren süßen Dattelfrüchte, die mit den Kamelkarawanen auf die Märkte im Süden und Norden (Mittelmeerküste) transportiert werden konnten.

## Verkehr
Die Stadt bildet in der extrem dünn besiedelten Region im Dreiländereck Algerien-Libyen-Tunesien einen wichtigen Verkehrsknotenpunkt.
1973 erhielt die Stadt eine moderne Straßenverbindung in das nördlich gelegene Nalut.
Nördlich der Stadt liegt der südlichste Punkt Tunesiens. Eine 7 km kurze Schotterpiste führt zum Grenzübergang und dort zu einer schlecht gewarteten Straße in den Norden Tunesiens.
Eine weitere Schotterpiste führt nördlich des Algerischen Grenzübergangs in die Algerische Wüstenstadt El Borma.
Die gut ausgebaute Straße westlich des Algerischen Grenzübergangs führt zunächst nach Süden und biegt entweder über Hassi Messaoud in den Norden Algeriens ab, biegt weiter südlich in den Osten über Djanet nach Ghat (Libyen) ab, oder führt nach Tamanrasset zum Algier-Lagos-Highway.

## Geschichte
Man nimmt an, dass die Oase seit etwa 3000 v. Chr. besiedelt und Jahrhunderte später zum Schutz vor Nomaden mit einer Mauer versehen wurde. Erste Berichte über Ghadames liegen jedoch erst aus römischer Zeit vor. Ein erster und gleichzeitig einer der wichtigsten Kämpfe um die Vorherrschaft in Tripolitanien fand höchstwahrscheinlich im Jahr 18 v. Chr. unter Lucius Cornelius Balbus Minor statt. Als Heerführer schlug dieser die Garamanten und Phazanii. Zu seinen Siegen zählte auch die Eroberung von Cidamus, die Hauptstadt der Phazanii. Diese Kämpfe sowie Cidamus werden bereits von Plinius dem Älteren in seiner in den 70er Jahren des 1. Jahrhunderts n. Chr. entstandenen Naturalis historia erwähnt. Im 2. Jahrhundert wird die Stadt als Τιδαμήνσιοι (Tidamensi) von dem Geographen Claudius Ptolemäus genannt. Der spätantike Historiker Prokopios von Caesarea berichtete im 6. Jahrhundert n. Chr., dass die Bewohner der Stadt von alters her Verbündete Roms waren und ihre Verträge während der Regierungszeit des Kaisers Justinian I. (527–565) erneuerten. Wohl während der Regierungszeit des Kaisers Septimius Severus (193–211) entstand in Cidamus ein höchstwahrscheinlich kleiner militärischer Außenposten, der den Handel und die Warenflüsse bereits vor den Grenzen Roms überwachen sollte. Das Kastell Cidamus lässt sich jedoch nur inschriftlich erschließen. Offensichtlich schon nach relativ kurzer Zeit wurde die Garnison wieder aufgelöst und die Phazanii kehrten in ihren alten hegemonialen Bündniszustand mit Rom zurück. Die jahrhundertelangen, engen und fruchtbaren wirtschaftlichen Beziehungen zu Rom lassen sich neben großen Mengen importierter römischer Feinkeramik auch an der über zwei Kilometer langen antiken Nekropole archäologisch belegen.
Wie Prokop berichtet, wurden die Einwohner von Cidamus auf Veranlassung Kaiser Justinians I. zum christlichen Glauben bekehrt. Einer der tripolitanischen Bischofssitze entstand in der Oasenstadt. Damit verschwanden die alten religiösen Glaubensvorstellungen, zu denen die Asnam (Idole) gezählt hatten. Mit der Eroberung von Ghadames durch den Umayyaden ʿUqba ibn Nāfiʿ im 7. Jahrhundert fand die Antike ihr endgültiges Ende. Im Zuge der Islamischen Expansion und kulturellen Transformation durch die muslimischen Araber wurde der Islam zur alleinigen Religion.
Bis ins 20. Jahrhundert hatte Ghadames als Handelszentrum für den Transsaharahandel erhebliche Bedeutung. Insbesondere die Kamelkarawanen mit dem Steinsalz aus den Lagerstätten in der Sahara haben diese Tradition noch lange aufrechterhalten.
Bei einem nur zehnminütigen Luftangriff von fünf amerikanischen B-17-Bombern und zehn Jagdflugzeugen der Freien Französischen Streitkräfte auf italienische Truppen am 11. Januar 1943 wurden Teile der Stadt – darunter auch die beiden mittelalterlichen Moscheen – zerstört. 44 Menschen fanden den Tod; die feindlichen Soldaten und ihr Kriegsgerät wurden jedoch nicht getroffen.
Zwischen 1943 und 1955 stand Ghadames unter der Verwaltung Frankreichs, das als Besatzungsmacht für den Fessan zuständig war.
1973 erhielt die Stadt eine moderne Straßenverbindung in das nördlich gelegene Nalut.

## Altstadt

Ausblick über die Dächer der Altstadt von Ghadames

Der ummauerte Altstadtkern der Oasenstadt – mit seinen teilweise überbauten oder von einem Mattengeflecht bedeckten Gassen – ist seit 1986 als UNESCO-Welterbe anerkannt. Bemerkenswert ist vor allem, dass jeder der sieben in Ghadames lebenden Clane ein eigenes Stadtviertel mit Fest- und Versammlungsplatz besaß. In den 1970er Jahren wurden von der Regierung neue Wohnhäuser außerhalb der Altstadt gebaut. Trotzdem kehren im Sommer viele Bewohner in die Altstadt zurück, da diese aufgrund der Architektur besseren Schutz vor der Hitze bietet. Die Dachterrassen der Häuser waren durch viele Überbauungen miteinander verbunden – auf diese Weise gab es für die Frauen ein zweites Wegenetz, welches natürlich auch im Verteidigungsfall viele Vorteile bot. Die Stätte stand von 2016 bis 2025 auf der Liste des gefährdeten Welterbes aufgrund von Kriegsschäden.

## Häuser

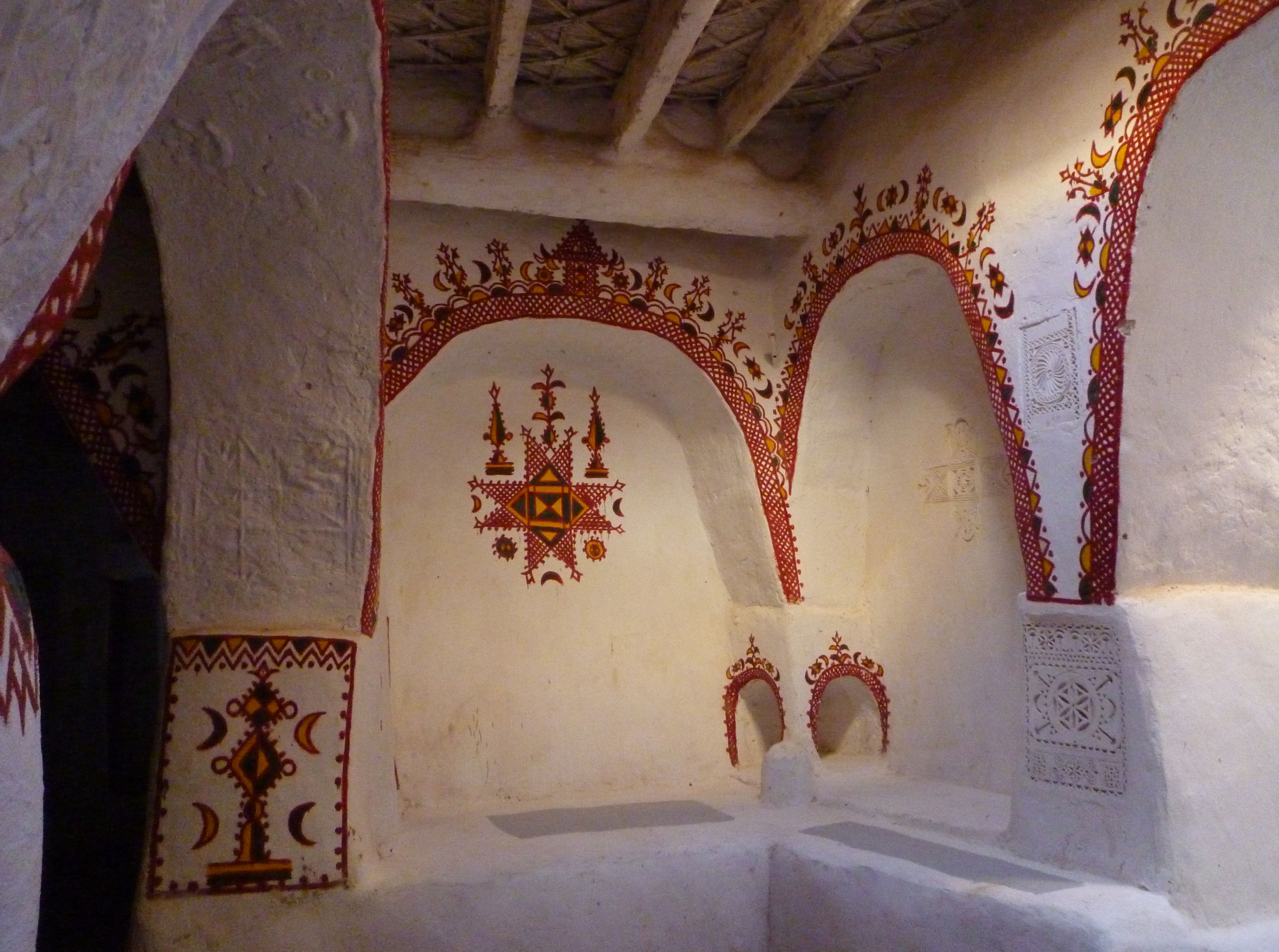
Empfangsraum im Erdgeschoss eines Hauses mit steinernen Sitzbänken und Wanddekor

Die traditionellen, meist zweigeschossigen und zum Teil mit viel Liebe instand gehaltenen Wohnhäuser sind in der Regel aus Lehmziegeln gebaut; daneben fanden auch Palmstämme und Schilf für die Decken sowie – aus Palmwedeln geflochtene – Matten Verwendung.
Ein zentraler – manchmal mit Farben und Dekormotiven ausgemalter – Empfangsraum im Erdgeschoss war in der Regel fensterlos; Belichtung und Belüftung erfolgten durch die Tür, die aber wegen der Tageshitze meist geschlossen blieb. Vornehmlich in den Sommermonaten hielten sich die Bewohner dort auf. In den größeren Wandnischen standen Wasserkrüge, in den kleineren Aussparungen befanden sich Öllämpchen. Auch die umgebenden Schlafräume hatten keine Fenster.
Die Dachterrasse blieb tagsüber meist den Frauen vorbehalten, die hier diversen häuslichen Arbeiten nachgingen (Vorbereiten der Mahlzeiten, Weben, Trocknen von Früchten und von Wäsche etc.). Im Sommer breitete man in den Abendstunden auf der Dachterrasse Matten und Decken aus, auf denen man sich während der nächtlichen Kühle zum Schlafen hinlegte.

## Museum
Im örtlichen Museum werden steinzeitliche und römische Funde gezeigt. Der größere Teil der Ausstellungsfläche ist jedoch (kunst)handwerklichen Erzeugnissen (Flecht-, Textil- und Leder- und Holzarbeiten) der Berberkultur vorbehalten. All diese Dinge wurden für den eigenen bzw. familiären Bedarf hergestellt.

## Sonstiges
Der Afrikaforscher Gerhard Rohlfs hat in seinem Reisebericht Quer durch Afrika der Stadt Rhadames und ihren Bewohnern ein Kapitel gewidmet, in welchem er seine Erlebnisse bei seinem zweiten Besuch im Jahr 1865 schildert.
Ghadamsi ist die hier gesprochene Sprache.

## Klimatabelle
|                       | Jan  | Feb  | Mär  | Apr  | Mai  | Jun  | Jul  | Aug  | Sep  | Okt  | Nov  | Dez  |   |      |
| Mittl. Tagesmax. (°C) | 17,3 | 20,5 | 24,4 | 29,2 | 34,4 | 39,6 | 40,4 | 39,7 | 36,4 | 29,9 | 23,8 | 18,3 | ⌀ | 29,5 |
| Mittl. Tagesmin. (°C) | 3,4  | 5,5  | 8,6  | 13,3 | 17,4 | 21,7 | 22,4 | 21,8 | 19,8 | 14,8 | 8,7  | 4,5  | ⌀ | 13,5 |
|                       |      |      |      |      |      |      |      |      |      |      |      |      |   |      |
| Niederschlag (mm)     | 6    | 4    | 6    | 4    | 1    | 1    | 0    | 0    | 1    | 3    | 4    | 4    | Σ | 34   |
|                       |      |      |      |      |      |      |      |      |      |      |      |      |   |      |
| Sonnenstunden (h/d)   | 8,0  | 8,6  | 8,3  | 9,1  | 10,1 | 10,7 | 12,0 | 11,4 | 9,1  | 8,5  | 8,2  | 7,4  | ⌀ | 9,3  |
|                       |      |      |      |      |      |      |      |      |      |      |      |      |   |      |
| Regentage (d)         | 1    | 1    | 1    | 1    | 1    | 1    | 0    | 0    | 1    | 1    | 1    | 1    | Σ | 10   |
|                       |      |      |      |      |      |      |      |      |      |      |      |      |   |      |
| Luftfeuchtigkeit (%)  | 52   | 41   | 36   | 28   | 26   | 22   | 22   | 23   | 29   | 35   | 47   | 53   | ⌀ | 34,5 |

| 3,4 |

| 5,5 |

| 8,6 |

| 13,3 |

| 17,4 |

| 21,7 |

| 22,4 |

| 21,8 |

| 19,8 |

| 14,8 |

| 8,7 |

| 4,5 |

| 3,4 |

| 5,5 |

| 8,6 |

| 13,3 |

| 17,4 |

| 21,7 |

| 22,4 |

| 21,8 |

| 19,8 |

| 14,8 |

| 8,7 |

| 4,5 |